# Kostel svatého Ducha (Nový Bor)
Kostel svatého Ducha je kostel v Arnultovicích (části Nového Boru), využívaný po novém vysvěcení v roce 2008 novoborskou náboženskou obcí Církve československé husitské.

## Historie
Kostel (někdy nazýván jen kaplí) byl postaven v roce 1888 starokatolickou církví jako modlitebna a pojmenován byl kostelem Panny Marie ustavičné pomoci. Později patřil městu Nový Bor, které jej obci v roce 2006 bezplatně převedlo.
Po velké opravě za 700 000 Kč provedené v roce 2007 i s pomocí místního sboru Českobratrské církve evangelické byl znovu vysvěcen (8. května 2008) biskupem Československé cirkve husitské Štěpánem Kláskem.
Kostel není uveden v seznamu kulturních památek. 

## Náboženská obec
Kostel využívá s cílem oživení duchovního života v Novém Boru Náboženská obec Církve československé husitské v Novém Boru, která patří pod Královéhradeckou diecézi této církve. Obec i kostel jsou v Štursově ulici, Arnultovice-Nový Bor.
Bohoslužby určené hlavně pro mladší generaci jsou konány zpravidla v neděli od 9 hodin a ve čtvrtek od 18 hodin. Na jaře 2013 i 2014 byl kostel zapojen do akce Noc kostelů.
V letním období jsou v kostele také bohoslužby Českobratrské církve evangelické.

## Televizní vysílání
V létě roku 2015 zahájila z kostela své vysílání nová, internetová televizní stanice TV Víra.

## Hřbitov a pomník
U kostela je hřbitov a před samotným kostelem je památník zesnulým z I. světové války.